# Cantón de San Quintín-2
El cantón de San Quintín-2 (en francés canton de Saint-Quentin-2) es una circunscripción electoral francesa situada en el departamento de Aisne, de la región de Alta Francia. La cabecera (bureau centralisateur en francés) está en San Quintín.

## Historia
Fue creado por el decreto nº 2014-202 del 21 de febrero de 2014 que entró en vigor en el momento de la primera renovación general de asamblearios departamentales después de dicho decreto, cuestión que pasó en marzo de 2015.